# Букмол
Бу́кмол (норв. bokmål «книжная речь») — один из двух (наряду с нюнорском) стандартов (форм) норвежского языка. Сложился на основе датского языка после четырёх столетий правления Дании над Норвегией (Датско-норвежская уния).
Многие крупные писатели Норвегии XIX века — прежде всего, Генрик Ибсен и Бьёрнстьерне Бьёрнсон — писали на стихийно норвегизированном датском языке, следовавшем датскому правописанию. Название «букмол» принято с 1929 года вместо употреблявшегося ранее термина «риксмол» (норв. riksmål, дословно: «державная речь»). Другой официальный письменный язык Норвегии — нюнорск (новонорвежский).
Букмол используется примерно 90 % населения Норвегии, именно его чаще всего изучают иностранные студенты. На нём выходят все центральные СМИ. По данным на январь 2022 года, букмол изучают 87,3 % норвежских школьников. Нормы букмола приближены к восточно-норвежским диалектам, особенно тем, на которых разговаривают вокруг столицы Норвегии Осло, хотя основа его остаётся датской. Датские тексты в письменном виде понятны носителям букмола, в то же время фонетические различия достаточно сильны, и с пониманием устной датской речи у норвежцев имеются сложности. В букмоле большее количество иностранных заимствований, чем в нюнорске. В XX веке предпринималось несколько языковых и орфографических реформ, призванных «демократизировать» букмол, однако некоторые из них не прижились и были отменены. Единого орфоэпического стандарта книжный норвежский не имеет.

## Этимология
В древнескандинавском языке слово bókamál использовали для обозначения латыни и языка, использовавшегося в церковных богослужениях. С 1850-х годов слова bogmaal и bogsprog использовались для обозначения письменного языка в противопоставление устному языку и диалектной речи, а также для обозначения датского языка.
В современном значении термин впервые упоминается в введении к Национальному школьному кодексу 1889 года в абзаце, который касается выбора варианта языка, преподаваемого в школе: «Школьный совет решает, на каком языке должны быть написаны учебники и книги для чтения — на ланнсмоле или букмоле, [...]» («Skolestyret bestemmer, om Skolens Læse- og Lærebøger skal være affattede paa Landsmaal eller i det almindelige Bogmaal, [...]»), однако при рассмотрении закона в стортинге было, вместо этого, установлено, что «обучение должно вестись на норвежском языке».
До 1929 году эту разновидность норвежского языка называли по-разному: «риксмолом» (норв. riksmål), «датско-норвежским» (норв. dansknorsk) или попросту «датским». В 1929 году в лагтинге, одной из двух бывших палат стортинга, состоялось голосование за выбор названия для этой разновидности письменного норвежского языка, и было выбрано название «букмол» (норв. bokmål).
В 2017 году Советом риксмола (норв. Riksmålsforbundet) было предложено изменить название «букмол» на «норвежский» или вернуть старое название «риксмол», однако это вызвало недовольство сторонников нюнорска.

## История

### Датско-норвежский язык и возникновение письменности
После установления Датско-норвежской унии основным письменным языком в Норвегии стал датский. Постепенно стало складываться датско-норвежское койне. Горячие споры касательно языка были подняты в театральной среде. В 1827 году был открыт первый в Норвегии общественный театр. С 1828 года в нём играли преимущественно датские актёры. Положение изменилось лишь в 1865 году, когда директором театра стал Бьёрнстерне Бьёрнсон.
В 1830-х годах в кругах образованных норвежцев укоренилась мысль о создании норвежской письменности. Кнуд Кнудсен предложил изменить письменный датский язык в соответствии с общепринятой речью в Норвегии. В 1907 была проведена первая языковая реформа, направленная на норвегизацию датской письменности. С 1907 по 1929 гг. официальным названием принятого языка было riksmål («державная речь»).

### Реформа 1907 года
Наиболее важное изменение языковой реформы 1907 года касалось согласных b, d и g, которые в ряде слов были заменены на согласные p, t и k. Так, предложение Løb ud paa gaden efter en kage «Сходи на улицу за пирогом» стало писаться, согласно новым правилам, как Løp ut paa gaten efter en kake. Для некоторых слов было введено написание с удвоенными согласными. Изменилось написание для множественного числа многих слов среднего рода (huse «дома» → hus). Суффиксом претерита вместо -ede стал -et: kastede «бросил» → kastet.
Новая орфография стала использоваться с 1907 года самой массовой газетой Норвегии «Aftenposten», что по сути означало конец присутствия датской письменности в Норвегии.

### Реформа 1917 года
Реформа орфографии 1917 года ввела написание å вместо aa.
Кроме того, провозглашалась свобода выбора некоторых грамматических форм. Например, принятыми признавались формы boki «книги» (определённая форма) и husi «дома» (определённая форма) наряду с boka и husa. Для многих слов устанавливались двойные написания: mellom и millom «между», før и fyrr «раньше», venn и ven «друг» и др. Такие меры вводились с целью постепенного объединения двух сложившихся в то время письменных форм — riksmål и landsmål (которые в дальнейшем станут называться букмол и нюношк, соответственно).
Многие заимствованные слова были приспособлены под норвежское написание: chauffeur → sjåfør, chocolade → sjokolade, douche → dusj.

### Реформа 1938 года
Как и реформа 1917 года, реформа орфографии 1938 года была направлена на дальнейшее сближение букмола и нюношка. Реформа также упраздняла многие варианты слов, признанные нормативными реформами 1917 года, что позволило создать стандарт для учебников.
Реформа 1938 года была подготовлена Хальвданом Кутом, министром иностранных дел при правительстве Йохана Нюгорсвольда.
Большей частью изменения касались букмола. Было введено окончание -a в определённой форме единственного числа для некоторых слов женского рода: например, høna «(эта) курица», nåla «(эта) игла», bjørka «(эта) берёза» и т. д. Окончание -a было также признано нормативным для формы претерита глаголов, изменяющихся наподобие глагола kaste «бросать» (kastet и kasta). Ряд слов стали писаться с дифтонгом (sten «камень» → stein).
В нюношке было изменено написание отдельных слов: например, fåre → fare «опасность», upp → opp «вверх», fyrr → før «раньше», vetter → vinter «зима».
Реформа 1938 года дала толчок к развитию и распространению нюношка. Всего за несколько лет доля его употребления в СМИ и школах возросла более чем на 50 %. К 1944 году доля первоклассников, чьим основным языком являлся нюношк, составляла две трети от общего количества обучавшихся в первом классе.

### Реформа 1941 года
Реформа 1941 года основывалась на убеждениях, господствовавших в Национальном единении — правящей партии в Норвегии во время Второй мировой войны и оккупации. Она отличалась от предыдущих реформ орфографии обязательностью соблюдения новых правил не только в образовательных учреждениях, но и в прессе, а также в переводческой области. Начиная с января 1942 года правительство ежемесячно публиковало список слов с новым написанием.
Правила новой орфографии вступили в силу 1 июля 1942 года. После окончания войны и оккупации они были упразднены. Таким образом, реформа 1941 года оставила лишь незначительный след в истории букмола и нюношка.

### Реформа 1959 года: становление норм для учебников
Реформа 1959 года была направлена на установление более строгих норм для школьных учебников. По сути она развивала правила, введённые реформой 1938 года. Был значительно сокращён список слов, имеющих двоякое написание.

### Реформа 1981 года
Реформа 1981 года была направлена только на изменения в букмоле. Было изменено написание многих слов. Важным изменением было признание нормативного окончания -en для слов женского рода в определённой форме единственного числа.

### Реформа 2005 года
Реформа 2005 года отличается значительным либерализмом. Было отменено различие между основными и разговорными формами слов, что по сути означало разрушение стандартов для учебников. В официальный язык были введены многие разговорные формы. Некоторые сильные глаголы получили новое спряжение.

## Грамматика

### Имя существительное
В букмоле различаются три грамматических рода для имён существительных — мужской, женский и средний.

## Норвежская Википедия
Существует раздел Википедии на языке букмол («Норвежская Википедия»). По состоянию на 10:14 (UTC) 16 июля 2025 года раздел содержит 652 956 статей (общее число страниц — 1 869 992); в нём зарегистрировано 660 176 участников, 40 из них имеют статус администратора; 1948 участников совершили какие-либо действия за последние 30 дней; общее число правок за время существования раздела составляет 25 187 584.